# 帕米耶站
帕米耶站，是法国的一个铁路车站，位于法国城市帕米耶。

## 位置
帕米耶站位于帕米耶市区的东部，波尔泰圣西蒙－拉图德卡罗勒铁路64.22公里处。车站大致呈南北走向，开口朝西。
历史上帕米耶站还曾有过前往利穆方向的铁路，但已于二战前关闭。

## 设施
帕米耶站设有人工售票窗口，其开放时间如下：
- 周一：5:55~19:40
- 周二至五：8:30~19:40
- 周六：8:15~19:40
- 周日及节假日：8:10~13:10和15:00~19:40

此外，帕米耶站站内还设有自动售票机等设施。

## 停靠线路
以下列车线路在帕米耶站停靠：
| 帕米耶站列车线路表        |                    |                 |                 |              |
| 线路                      | 车种               | 上一站          | 下一站          | 大致运行频率 |
| 巴黎—拉图德卡罗勒         | INTERCITÉS de nuit | 萨维尔坦        | 富瓦            | 每天1趟      |
| 图卢兹—拉图德卡罗勒       | TER                | 萨维尔坦/韦尔内 | 瓦里勒/富瓦     | 每天5趟左右  |
| 图卢兹—帕米耶/富瓦/阿克斯 | TER                | 萨维尔坦/韦尔内 | （终点）/瓦里勒 | 每天12趟左右 |
| 1.                        |                    |                 |                 |              |

## 配套交通

### 长途客车
| 停靠帕米耶站的大巴车 |                  | |
| 上下车地点           | 运营单位         | 主要线路及目的地                                                                                   |
| 帕米耶站门口         | 阿列日省城际客运 | - LR106线：富瓦、阿列日河畔塔拉斯孔                                                                |
| 帕米耶站门口         | SNCF Car TER     | - 950线：米尔普瓦、拉韦拉内 - 当某条铁路线施工或罢工时，SNCF可能也会提供途径该线路沿途站点的大巴车 |
| 1. 2. 3.             |                  | |

### 市内交通
| 帕米耶站附近的市内公共交通线路 |              |                                       |
| 公交车站名称                   | 位置         | 停靠线路                              |
| Gare SNCF 火车站               | 帕米耶站门口 | 市区摆渡公交线 （页面存档备份，存于） |
| 1.                             |              |                                       |

### 社会车辆
帕米耶站门口设有社会车辆停车场。

## 临近车站
| 帕米耶站（Gare de Pamiers）    |                                |          |
| 上行车站                       | 线路                           | 下行车站 |
| 阿列日的韦尔内站               | 波尔泰圣西蒙－拉图德卡罗勒铁路 | 瓦里勒站 |
| - 本表仅显示运营中的线路及车站 |                                |          |